# Целюліт

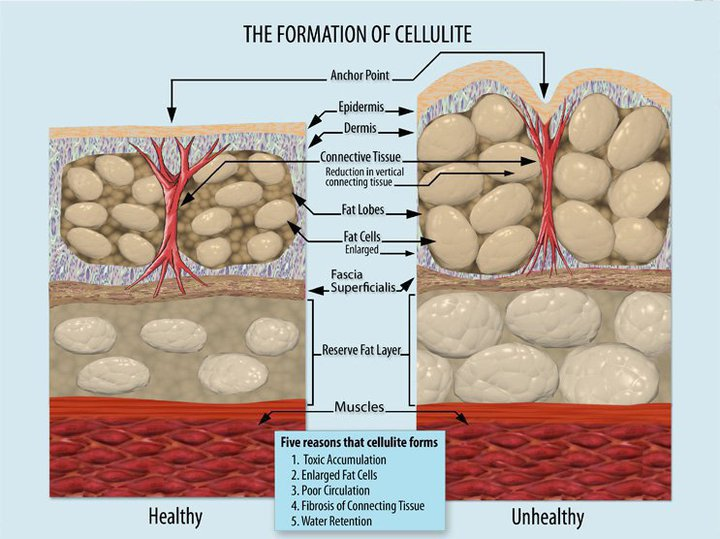
Формування целюліту

Целюлі́т (англ. cellulite; ліподистрофія) — структурні зміни у підшкірно-жировому шарі шкіри людини під впливом жіночих статевих гормонів, що призводять до порушення мікроциркуляції крові і відтоку лімфи. Целюліт як одна з ознак статевого диморфізму проявляється у більшості статевозрілих жінок і дуже рідко проявляється в осіб чоловічої статі. Целюліт не вважається хворобою і згідно з панівною думкою у медичних колах не є симптомом порушення стану шкіри жіночого організму. Одна з косметичних компаній зробила собі ім'я, назвавши целюліт «невідповідним терміном, що вживають жінки для опису форм тіла, які вони вважають занадто пухкими та не дуже естетичними».

## Етимологія
Явище відоме під назвами англ. adiposis edematosa, dermopanniculosis deformans, status protrusus cutis, gynoid lipodystrophy. В англійській вживаються побутові описові терміни «симптом апельсинової шкірки» (англ. orange peel) і «сирна шкіра» (англ. cheese skin). 
У міжнародній медичній термінології існує схожий термін англ. cellulitis, який означає розлите бактеріальне запалення шкіри — в Україні для його означення використовують термін «флегмона». Ці близькі за написанням англійською терміни в міжнародних медичних джерелах, які українською перекладаються однаково — целюліт, не слід плутати. 

## Поширеність
Целюліт спостерігається у 80-90 % жінок, що досягли віку статевої зрілості. Оскільки він рідко з'являється у чоловіків, поширена думка, що у появі целюліту велику роль відіграють жіночі статеві гормони. 
Целюліт часто характерний для чоловіків з недостатньою кількістю андроґенних гормонів, наприклад, у хворих на синдром Клайнфельтера, гіпогонадизм, у чоловіків після кастрації та у пацієнтів, що отримують терапію естрогенами для лікування раку простати. Зі збільшенням дефіциту андрогенів у таких осіб чоловічої статі прояви целюліту збільшується.

## Формування

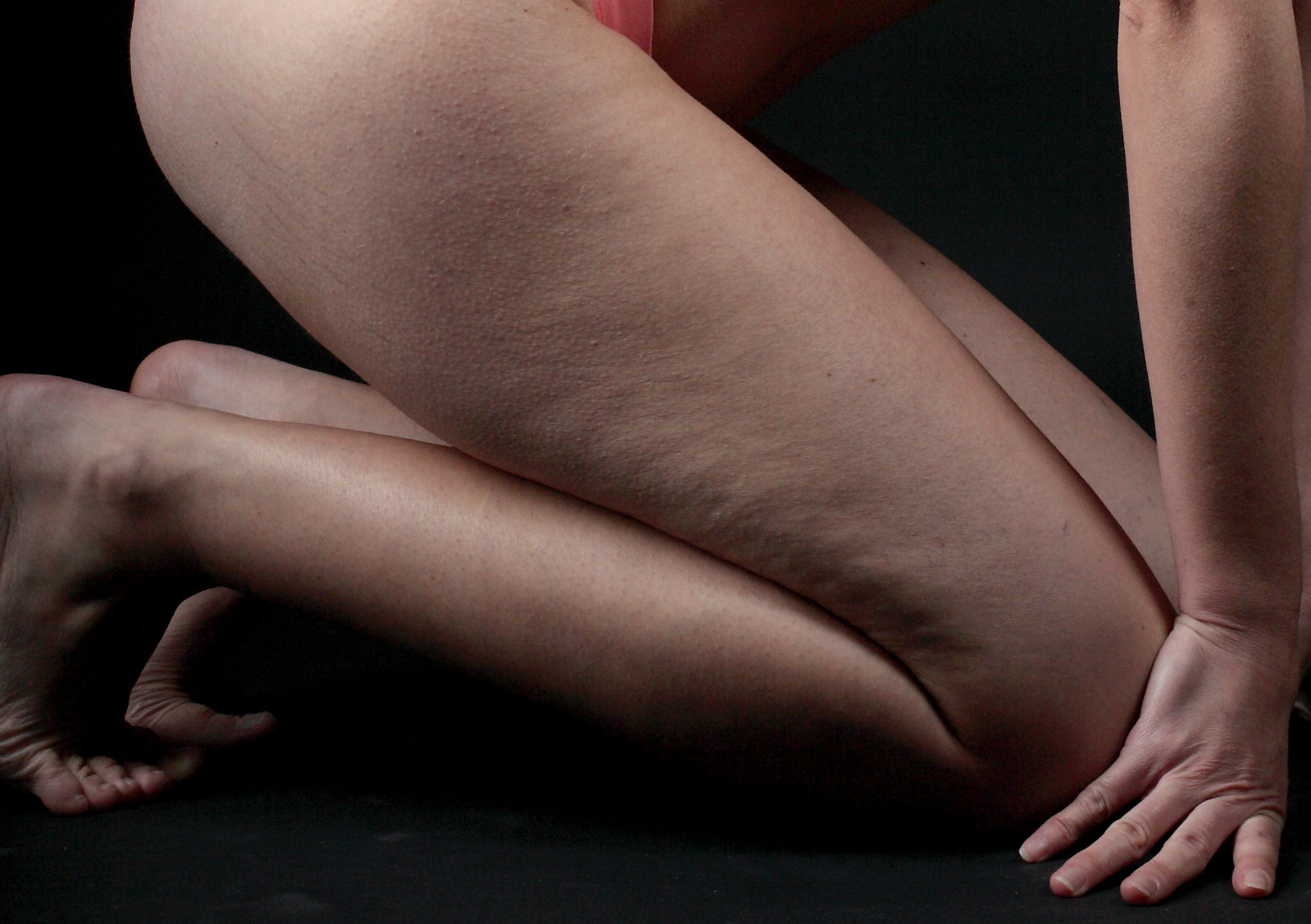
Целюліт на нозі молодої жінки (в області стегна вище коліна). На сідницях видно розтяжки (стриї)

Целюліт утворюється за принципом грижі, коли підшкірний жир занадто сильно випинається, проте не покидає межі сполучної тканини, у якій він розташований. Назовні це проявляється у вигляді горбиків і ямочок на шкірі.
Місцями найчастішого утворення целюліту є верхня частина нижніх кінцівок, район тазу (сідниці) та черевної порожнини, груди.